# Kazike

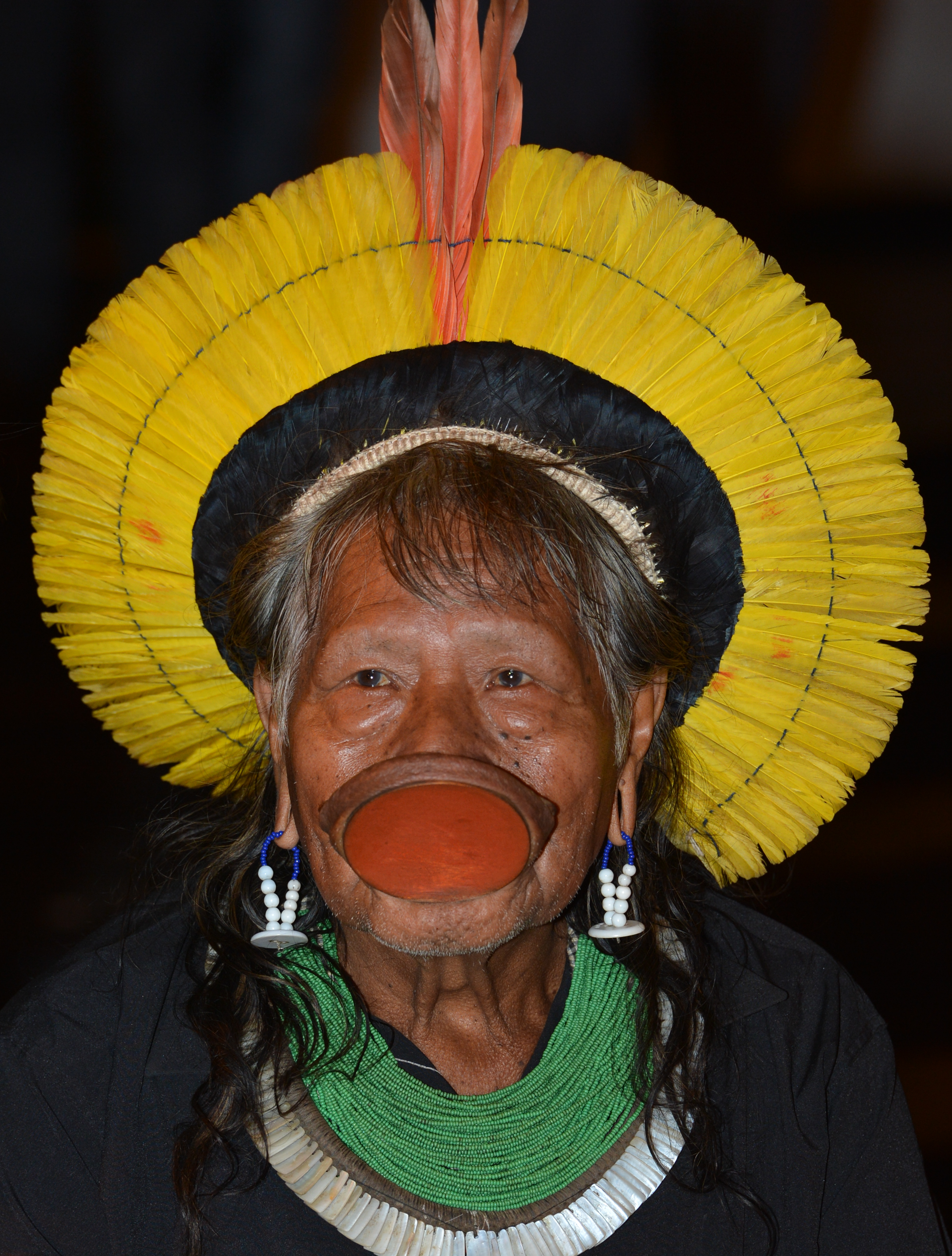
Raoni Metuktire – Kazike des Kayapo-Volkes

Kazike (spanisch cacique) ist eine Bezeichnung für indigene Anführer oder Adlige in Mittel- und Südamerika.
Im Inkareich lautete der entsprechende Begriff Kuraka (curaca).
Das Wort stammt ursprünglich aus der in der Karibik verbreiteten Sprache der Taíno. Erstmals schriftliche Erwähnung findet es in Christoph Kolumbus’ Bordbuch seiner ersten Reise in die Neue Welt. Der entsprechende Eintrag vom 17. Dezember 1492 lautet:

„Ich sah, wie einer von ihnen, den die anderen Kazike nannten, und den ich für den Gouverneur der Provinz hielt, ein handgroßes Goldblatt in Händen hielt und so tat, als wolle er es gegen etwas anderes austauschen.“

Die nachfolgenden spanischen „Entdecker“, Konquistadoren und Chronisten übernahmen den Begriff auch in einem geographisch weiter gefassten Kontext. Gebiete, in denen ein Kazike herrschte, wurden cacicazgo genannt.